# Urząd Schrevenborn
Urząd Schrevenborn (niem. Amt Schrevenborn) – urząd w Niemczech w kraju związkowym Szlezwik-Holsztyn, w powiecie Plön. Siedziba urzędu znajduje się w miejscowości Heikendorf.
W skład urzędu wchodzą trzy gminy:
1. Heikendorf
2. Mönkeberg
3. Schönkirchen